# Eleição presidencial na Argentina em 2015
O segundo turno da eleição presidencial na Argentina em 2015 foi realizado em 22 de novembro, em uma disputa entre o prefeito Mauricio Macri e o governador Daniel Scioli. O primeiro turno ocorreu em 25 de outubro, simultaneamente com as eleições legislativas e provinciais. Os candidatos classificados para o primeiro turno foram escolhidos nas primárias, realizadas em 9 de agosto.
A presidente Cristina Kirchner era inelegível para concorrer a um terceiro mandato por determinação da Constituição. O governador da província de Buenos Aires, Daniel Scioli, garantiu a indicação da coligação governista, a Frente para a Vitória, sem oposição. Mauricio Macri, prefeito da cidade de Buenos Aires, ganhou a indicação da coligação de centro-direita Mudemos após derrotar Ernesto Sanz e Elisa Carrió nas primárias. Sergio Massa, peronista dissidente, foi o candidato da aliança Uma Nova Alternativa. Além deles, Margarita Stolbizer, Nicolás del Caño e Adolfo Rodríguez Saá também alcançaram o número necessário de votos para disputarem o primeiro turno.
Durante boa parte da campanha, as pesquisas de opinião indicaram Scioli na liderança, com chances de vencer ainda no primeiro turno. No entanto, Scioli e Macri receberam no primeiro turno uma votação bastante próxima. Como nenhum presidenciável alcançou mais de 45% dos votos válidos ou 40% e uma vantagem de 10% em relação ao segundo candidato, a Argentina realizou o seu primeiro segundo turno da história. Na nova etapa da campanha, Macri passou a ser o favorito de acordo com as pesquisas e acabou sendo eleito presidente com 51,34% dos votos.

## Contexto político

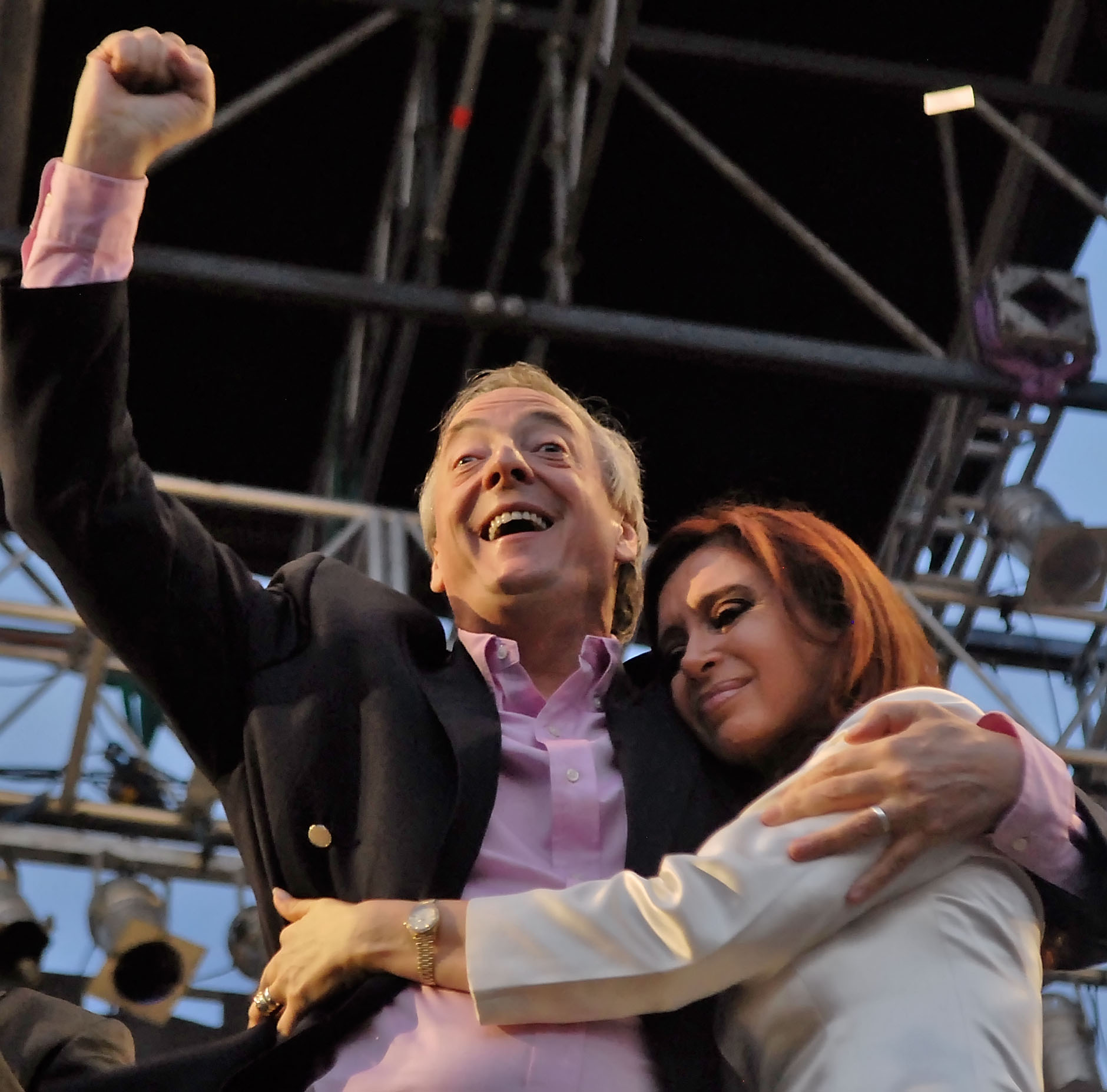
Néstor e Cristina Kirchner comemorando os resultados eleitorais da eleição de 2007

Nos últimos doze anos, Néstor Kirchner (2003–2007) e Cristina Kirchner (2007–2015) governaram o país — um período que ficou conhecido como kirchnerismo. Desde que o casal comandava o país, a pobreza diminuiu de 57% para 25%, o desemprego caiu de 21% para 7% e muitos números macroeconômicos apresentaram melhorias (como o PIB e o PIB per capita, cujo valor mais que dobrou). Por outro lado, a inflação atingiu no início de 2015 um recorde do governo Kirchner, a economia encontrava-se estagnada e alguns indicadores do bem-estar apresentaram leve piora, como a qualidade da educação e o índice de desigualdade.
A presidente incumbente integrava o Partido Justicialista (PJ) e foi reeleita na eleição de 2011 com 54% dos votos. Iniciado em dezembro de 2011, o segundo mandato de Cristina aumentou a polarização política no país, especialmente pelo estilo confrontador da presidente e por divergências na condução da política econômica, como as restrições para a compra de dólares e a inflação. A presidente defendia seu legado citando os baixos níveis de desemprego, o baixo índice de endividamento externo e o que considerava como avanços na política externa.
Como a Constituição estabelecia um limite de dois mandatos consecutivos para presidente, vários políticos da coalizão governista Frente para a Vitória (FPV) propuseram uma alteração na Constituição para permitir reeleições ilimitadas. A proposta foi fortemente rejeitada pelos partidos da oposição, e o FPV não conseguiu alcançar a maioria de dois terços no Congresso necessários para a aprovação. Com o governo longe de obter uma maioria de dois terços como resultado das eleições de meio de mandato de 2013, a coalizão desistiu da ideia de apresentar a proposta que permitiria que Cristina concorresse a um terceiro mandato em 2015.
No final de junho de 2015, nas últimas semanas para registros de candidaturas, Kirchner anunciou que não concorreria a nenhum cargo eletivo nas eleições daquele ano. O seu filho, Máximo Kirchner, candidatou-se e foi eleito deputado por Santa Cruz, berço político da família. A decisão de não concorrer a nenhum cargo surpreendeu analistas políticos, que acreditavam que ela tentaria uma vaga no Parlamento do Mercosul para ganhar o foro privilegiado. De acordo com pesquisas realizadas em 2015, Cristina chegou ao fim de seu mandato com um apoio popular de cerca de 40%, algo inédito na história política do país, onde a maioria dos presidentes deixavam o cargo com baixos índices de aprovação. Na visão da Agence France-Presse, dos três principais candidatos (Macri, Scioli e Massa), "nenhum se iguala em carisma, paixão e verborragia à atual chefe de Estado."

## Processo eleitoral

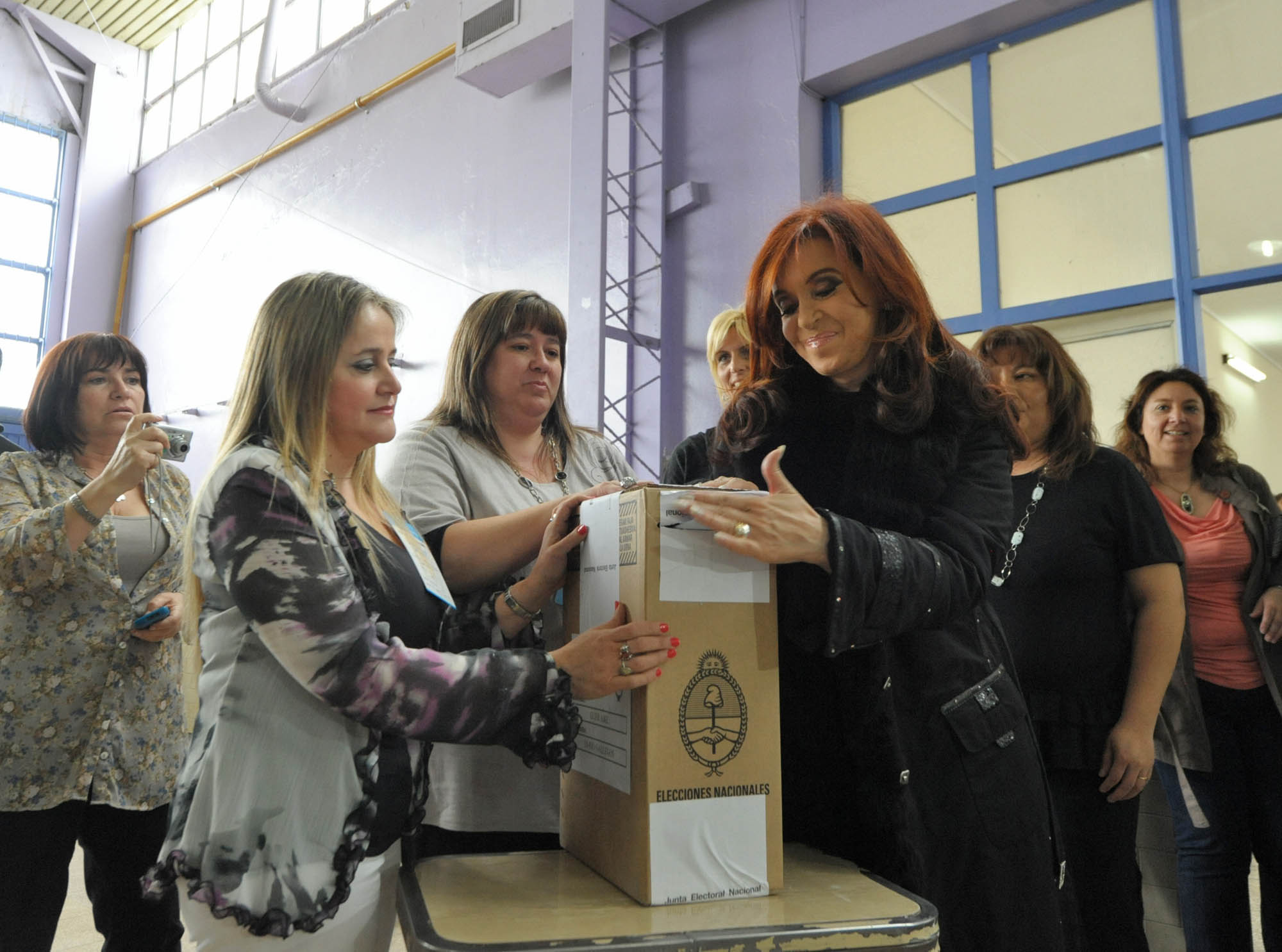
Kirchner votando nas eleições gerais de 2011

Pela legislação eleitoral vigente no país, para ser eleito presidente no primeiro turno o candidato deveria obter pelo menos 45% dos votos válidos ou 40% e uma vantagem de 10% em relação ao segundo colocado. O segundo turno foi marcado para ser realizado no dia 22 de novembro, um domingo. A posse do presidente eleito estava programada para o dia 10 de dezembro. Simultaneamente com a eleição presidencial, os eleitores elegeram pouco mais da metade dos assentos da Câmara dos Deputados, um terço do Senado, dezenove vagas no Parlamento do Mercosul e onze governos provinciais. Além disso, ao longo do ano de 2015, também ocorreram as eleições para o governo de outras doze províncias e o da capital federal Buenos Aires.
A Argentina não possuía uma Justiça Eleitoral, e as eleições eram conduzidas pela Câmara Nacional Eleitoral (CNE), um órgão pertencente ao Ministério do Interior. Os candidatos ocupantes de cargos públicos não precisavam se desvincular para concorrer nas eleições, e era comum propagandas eleitorais em prédios oficiais e repartições públicas. Para as eleições de 2015, a CNE determinou, pela primeira vez, que os candidatos explicassem seus gastos de campanha através de uma lista detalhada dos gastos e da origem do dinheiro. O financiamento público de campanhas era escasso, e a maior parte dos recursos das campanhas eram provenientes de empresários simpatizantes dos candidatos. O limite de gastos para uma campanha presidencial era de 254 milhões de pesos argentinos. De acordo com o jornal La Nación, os gastos com as campanhas anteriores podem ter alcançado 1 bilhão de pesos.
O sistema eleitoral argentino permitia que os partidos formassem coligações. Cada coligação poderia apresentar mais do que uma chapa presidencial, mas apenas a que obtivesse mais votos na primária prosseguiria para o primeiro turno. As Primárias Abertas, Simultâneas e Obrigatórias (PASO) foram criadas em 2009 e entraram em vigor pela primeira vez nas eleições gerais de 2011. Para ser candidato no primeiro turno, um candidato, ou sua coligação, deve obter pelo menos 1,50% dos votos válidos. As primárias servem para reduzir o número de candidatos ao primeiro turno, que, historicamente, era alto, sendo este um reflexo de um sistema partidário fragmentado.
A compra de votos era uma ferramenta comumente utilizada nas eleições argentinas. Para esta eleição, o diretor do Centro de Pesquisa e Ação Social, Rodrigo Zarazaga, afirmou: "As estratégias de compra de votos provavelmente influenciarão de 5% a 12% dos eleitores argentinos no domingo" (primeiro turno). Um exemplo de compra de votos ocorreu em Buenos Aires, onde eleitores que se comprometeram a votar em determinado candidato receberam "sacos recheados com garrafas de óleo de cozinha, macarrão e farinha." Segundo especialistas entrevistados pelo The New York Times, a prática não era considerada ilegal.
Segundo a Câmara Nacional Eleitoral, estavam habilitados para votar 32 064 323 eleitores. Com 11,8 milhões de eleitores (ou 37% do total), a província de Buenos Aires era o colégio eleitoral mais importante, seguido pelas províncias de Córdoba e Santa Fé. Os cidadãos residentes no exterior inscritos, estimados em cerca de quarenta mil, também estavam aptos a votar em seções eleitorais distribuídas em setenta países. No país, o voto era obrigatório dos dezoito aos setenta anos, e facultativo a partir dos setenta e dos dezesseis aos dezoito anos de idade. Ainda, a eleição presidencial de 2015 foi a primeira em que os jovens entre 16 e 17 anos puderam votar.

## Candidaturas

### Definição das coligações e pré-candidatos
A coligação Frente para a Vitória, fundada nas eleições de 2003, manteve sua aliança para 2015. Além do maior partido político do país, o Justicialista, também era composta por outras doze agremiações.
 Inicialmente, era esperado que o ministro Florencio Randazzo, o favorito da presidente, pleiteasse a indicação à presidência. Em meados de junho, o governador e ex-vice-presidente Daniel Scioli anunciou que Carlos Zanini, um dos colaboradores governistas mais próximos de Cristina Kirchner, seria seu candidato à vice-presidência. A escolha de Zanini fez com que Scioli, considerado um peronista moderado e não kirchnerista, mas próximo ao governo cessante, ganhasse mais apoio dentro da coligação. Poucos dias depois, Randazzo, a pedido da própria Cristina, anunciou sua desistência das primárias, bem como que não concorreria a governador de Buenos Aires.
No lado oposicionista, algumas lideranças partidárias, como Macri, Massa, o senador Ernesto Sanz, a deputada Margarita Stolbizer e o governador Hermes Binner, fizeram reuniões acerca da possibilidade de formarem uma ampla aliança que enfrentaria o candidato governista escolhido. Entretanto, Macri acabou rejeitando formar uma aliança com Massa antes do primeiro turno, afirmando que ele era "uma alternativa dentro do Partido Justicialista, e pensamos em algo diferente."
Em março de 2015, o congresso da União Cívica Radical (UCR) aprovou integrar uma aliança com o partido de centro-direita Proposta Republicana (PRO). A UCR era o partido mais antigo do país e tinha mais de trezentos prefeitos espalhados por todo o território nacional, dando ao eventual candidato da coligação, Macri, presença nacional, decisiva para sua eventual vitória. Com a saída da UCR, foi desfeita a coligação Frente Ampla Unen, formada por partidos de viés socialistas-democratas e liberalistas-sociais como a Coalizão Cívica e a Geração para um Encontro Nacional. Em junho, o PRO, a UCR, a Coalizão Cívica e outros três partidos formalizaram uma coligação, que recebeu o nome "Mudemos" ("Cambiemos", em espanhol). Além de Macri, a Mudemos apresentou outros dois candidatos à presidência: Sanz e a deputada Elisa Carrió.
No final de abril de 2015, Massa e o governador de Córdoba, José Manuel de la Sota, formalizaram um acordo para a criação de uma coligação que representasse uma opção de oposição peronista. A coligação foi intitulada de Unidos por Uma Nova Alternativa, e teve em sua composição um total de sete partidos. O senador Adolfo Rodríguez Saá também foi convidado a integrar a aliança, mas ele preferiu continuar na Compromisso Federal, que o indicou como candidato único a presidente.
A Frente de Esquerda e dos Trabalhadores (FIT), formada em abril de 2011, manteve seu acordo para as eleições de 2015. Outras duas coligações formadas por partidos de esquerda apresentaram candidatos: a Novo MÁS e a MST - Nova Esquerda. Com posicionamentos de centro-esquerda, foi criada a coligação Progressistas, constituída por quatro partidos, que apresentou Stolbizer como sua única candidata.

### Lista dos candidatos
Os candidatos incluídos na tabela abaixo foram classificados para o primeiro turno, e estão ordenados de acordo com as votações recebidas, em ambos os turnos, em ordem crescente.
| Candidato, idade, partido político e vice                                         | Candidato, idade, partido político e vice | Candidato, idade, partido político e vice | Cargo                                                         | Logo de campanha | Detalhes |
| --------------------------------------------------------------------------------- | ----------------------------------------- | ----------------------------------------- | ------------------------------------------------------------- | ---------------- | --- |
| Mauricio Macri (56) Mudemos Vice: Gabriela Michetti                               | Mauricio Macri                            |                                           | Prefeito de Buenos Aires (desde 2007)                         |                  | Macri iniciou sua carreira na iniciativa privada, trabalhando nas empresas do pai. Iniciou sua vida pública em 1995 ao ser eleito presidente do Boca Juniors. Em 2005, elegeu-se deputado nacional e em 2007 foi eleito prefeito de Buenos Aires. Em 2011, cogitou disputar a presidência da República contra Kirchner, mas optou pela candidatura à reeleição, a qual venceu no segundo turno. De centro-direita e único candidato não-peronista viável, candidatou-se à presidência em 2015 apresentando um discurso de mudança e propondo liberalizar a economia.                           |
| Daniel Scioli (58) Frente para a Vitória Vice: Carlos Zannini                     | Daniel Scioli                             |                                           | Governador da Província de Buenos Aires (desde 2007)          |                  | Ex-esportista e empresário, Scioli entrou para a política em 1997 como deputado nacional. Foi o vice-presidente durante o governo de Néstor, mantendo relações tensas com o casal. Em 2007, deixou a vice-presidência para se tornar governador de Buenos Aires, reelegendo-se em 2011 com uma votação expressiva. Scioli concorreu à presidência em 2015 propondo uma "continuidade com mudanças." Cristina optou por apoiá-lo pois Scioli era considerado o candidato governista com mais chances de vitória.                                                                                |
| Sergio Massa (43) Unidos por uma Nova Alternativa Vice: Gustavo Sáenz             | Sergio Massa                              |                                           | Deputado Nacional pela Província de Buenos Aires (desde 2013) |                  | Advogado, Massa foi eleito deputado provincial aos 27 anos de idade. Foi chefe de gabinete de Cristina (2008-2009) e prefeito de Tigre. Em 2010, rompeu com o kirchneirismo e foi um dos fundadores da Frente Renovadora, criada para contrapor o kirchnerismo dentro do campo peronista. Em 2013, elegeu-se deputado nacional. Sua candidatura à presidência em 2015 foi apresentada como uma alternativa ao kirchnerismo, ala mais radical do peronismo. Assim, amealhou votos tanto de eleitores peronistas quanto dos que desejavam uma mudança.                                           |
| Nicolás Del Caño (35) Frente de Esquerda e dos Trabalhadores Vice: Myriam Bregman | Nicolás Del Caño                          |                                           | Deputado Nacional por Mendoza (desde 2013)                    |                  | O mais jovem dos candidatos à presidência, Del Caño representava uma opção de extrema-esquerda. Desde a adolescência militava no Partido Socialista dos Trabalhadores e participou ativamente do movimento estudantil em sua época como universitário. Concorreu, sem sucesso, a governador de Mendoza em 2011. Em 2013, ganhou notoriedade nacional ao ser um dos três deputados nacionais eleitos pela Frente de Esquerda e dos Trabalhadores, recebendo 14% dos votos em Mendoza. Em junho de 2015, obteve 17% dos votos na disputa pela prefeitura de Mendoza, alcançando o segundo lugar. |
| Margarita Stolbizer (60) Progressistas Vice: Miguel Ángel Olaviaga                | Margarita Stolbizer                       |                                           | Deputada Nacional por Buenos Aires (desde 2009)               |                  | Egressa da União Cívica Radical, seu primeiro cargo eletivo foi o de vereadora. Após a queda de Fernando de la Rúa, Stolbizer, de opiniões sociais-democratas, deixou o partido e organizou o grupo Intransigência Radical. Concorreu à governadora de Buenos Aires em 2003, 2007 e 2011; seu melhor desempenho foi em 2007, com pouco mais de um milhão de votos, superada apenas por Scioli. Em 2013, foi empossada para seu quarto mandato como deputada nacional. Na câmara baixa, manteve uma postura crítica ao governo Kirchner, denunciando práticas que considerava corruptas.        |
| Adolfo Saá (68) Compromisso Federal Vice: Liliana Negre de Alonso                 | Adolfo Saá                                |                                           | Senador por San Luis (desde 2005)                             |                  | O único candidato a já ter sido presidente da República, Saá sucedeu de la Rúa após este renunciar. Eleito pelo Congresso da Nação, ocupou o cargo por apenas alguns dias, também renunciando, alegando falta de apoio político. Integrante de uma tradicional família política, foi governador da pequena província de San Luis por cinco mandatos consecutivos entre 1983 e 2001. Elegeu-se deputado em 2003 e senador em 2005, sendo reeleito em 2011. Em 2003, concorreu à presidência, terminando na quarta colocação com 14% dos votos.                                                  |

### Candidatos derrotados nas primárias
Os candidatos listados abaixo foram alguns dos derrotados nas Primárias Abertas, Simultâneas e Obrigatórias (PASO).

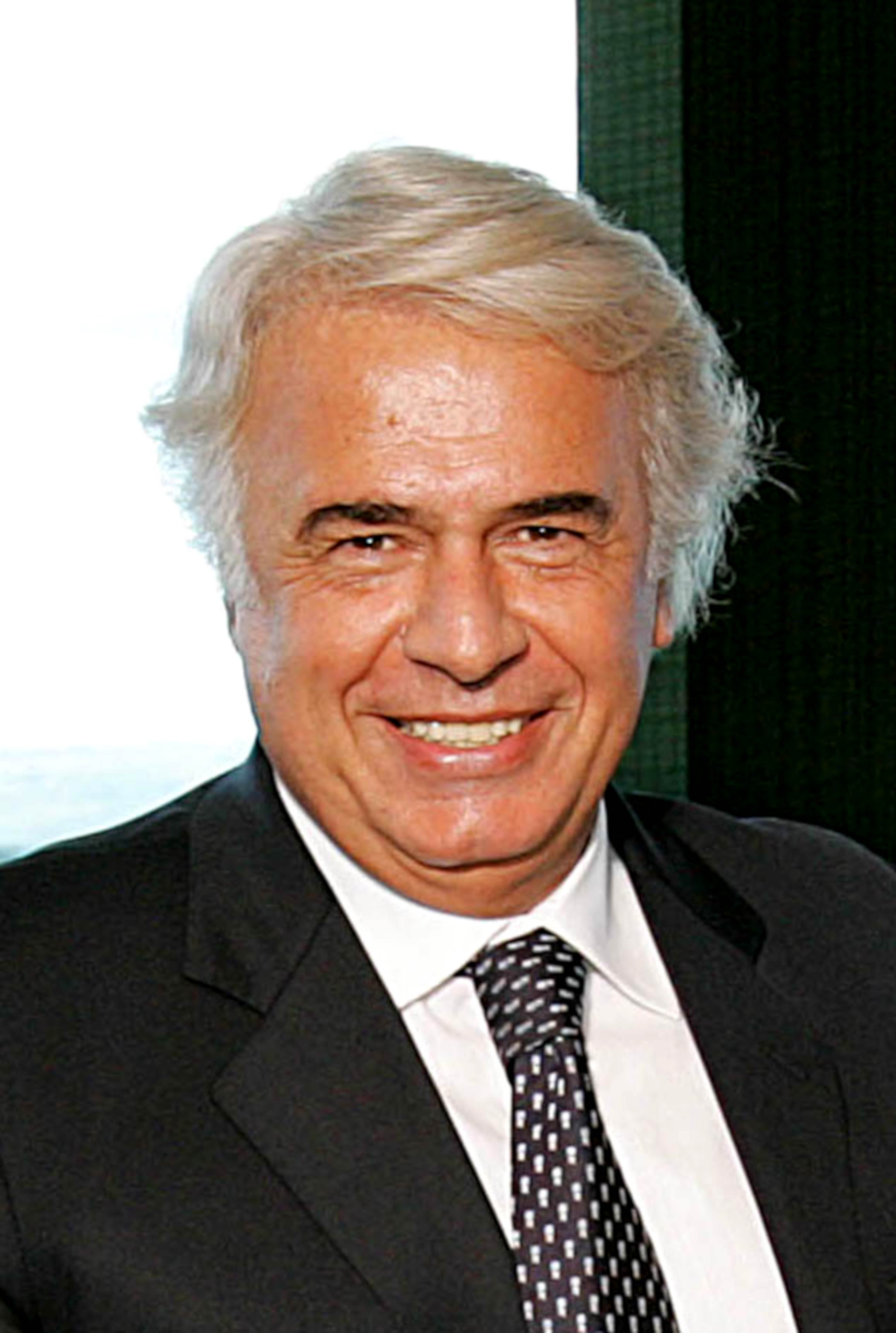
Governador José Manuel de la Sota de Córdoba
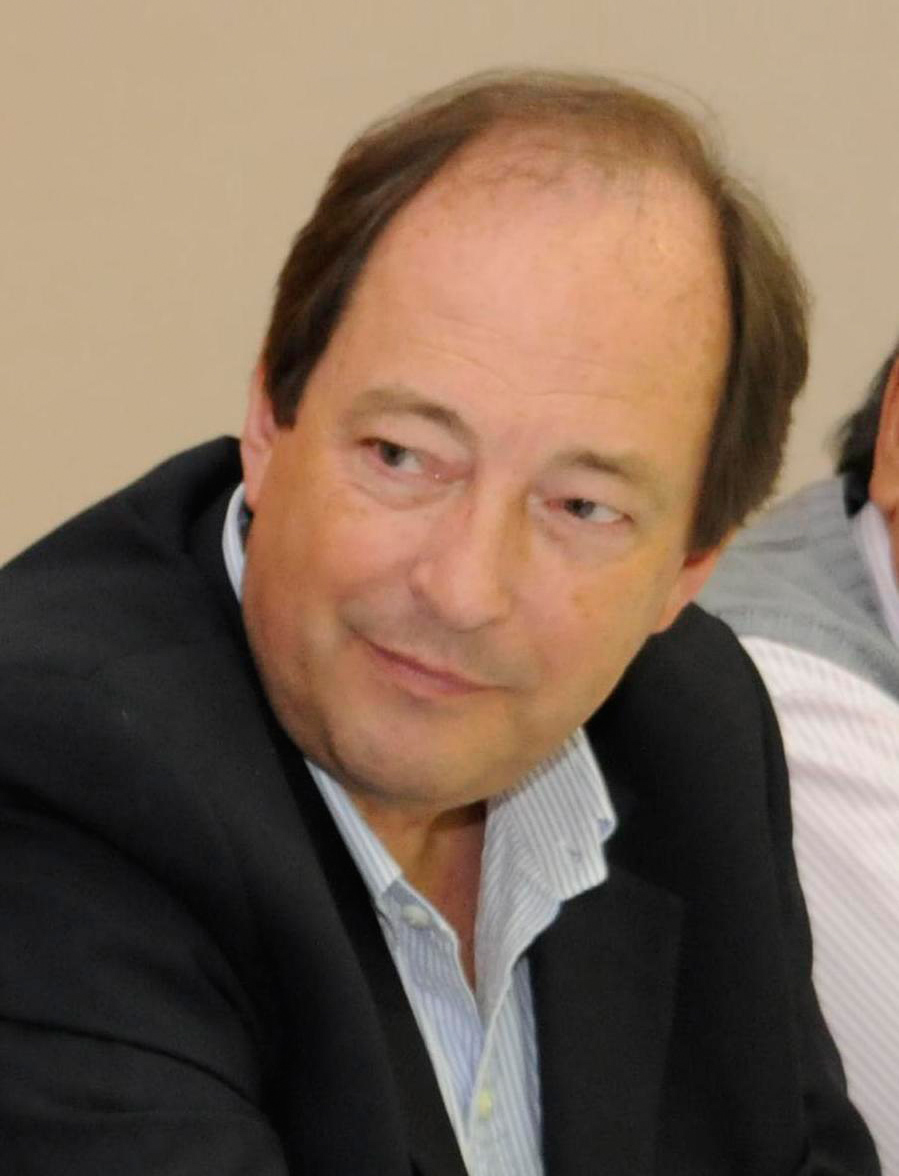
Senador Ernesto Sanz de Mendoza
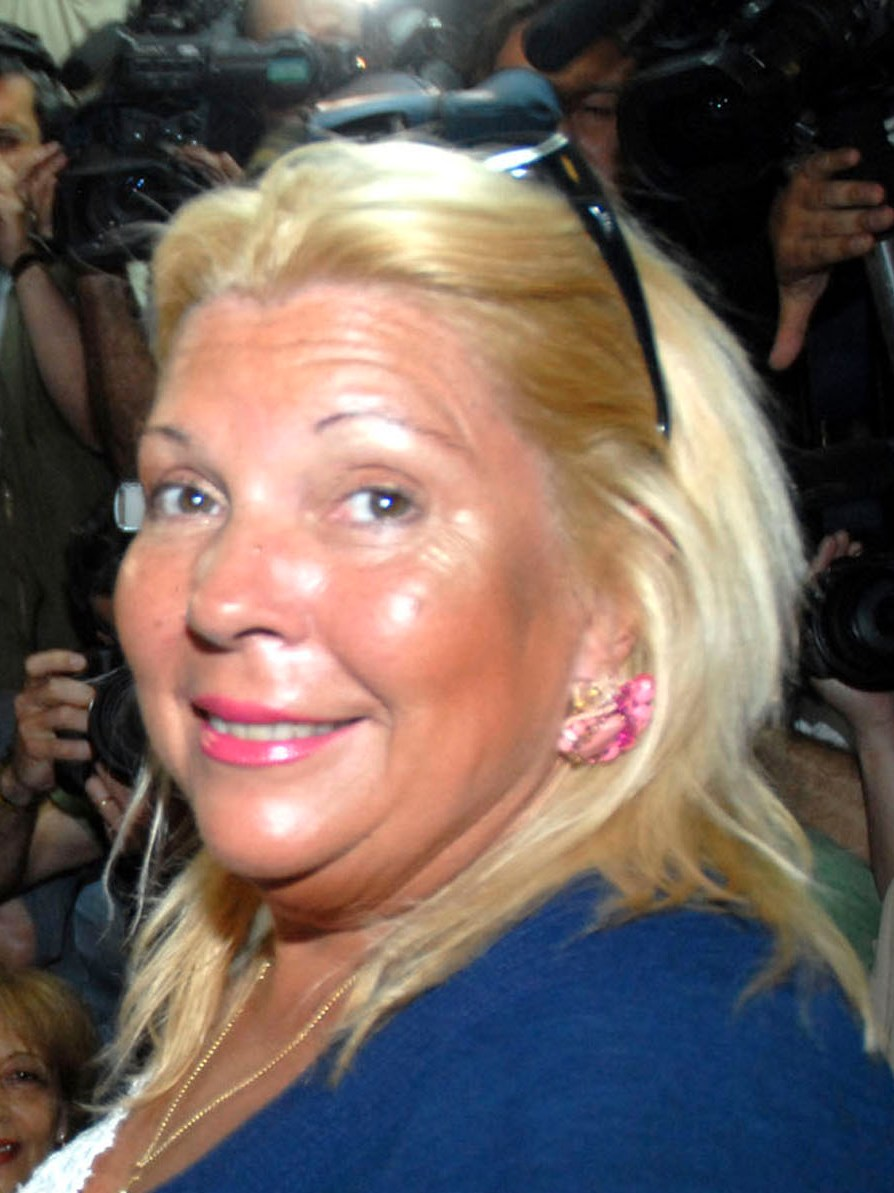
Deputada Elisa Carrió da cidade de Buenos Aires
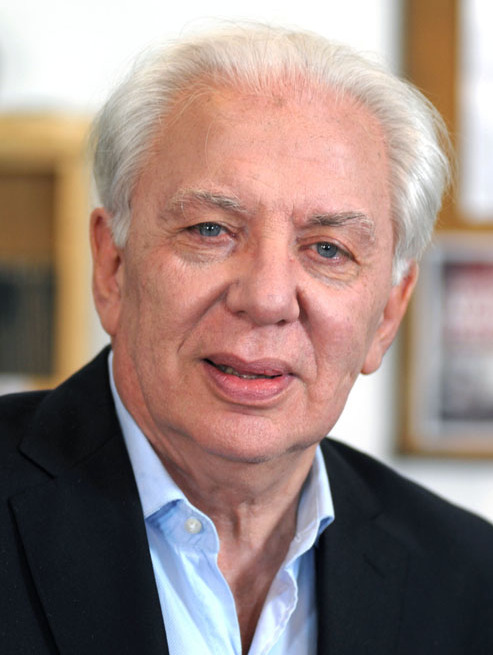
Legislador Jorge Altamira da cidade de Buenos Aires

- Governador
José Manuel de la Sota
de Córdoba[110]
- Senador
Ernesto Sanz
de Mendoza[111]
- Deputada
Elisa Carrió
da cidade de Buenos Aires[112]
- Legislador
Jorge Altamira
da cidade de Buenos Aires[113]

## Eleições primárias
As eleições primárias, ocorridas em 9 de agosto, habilitaram seis chapas para disputarem o primeiro turno. Destas, três eram encabeçadas por candidatos com trajetórias políticas no campo peronista (Scioli, Massa e Saá). Fragmentado, os peronistas apresentavam mais do que um candidato a presidente desde a eleição de 2003. Scioli foi o candidato mais votado, com 8,4 milhões de votos. Macri venceu a indicação da Mudemos com 80,7% dos votos destinados à coligação, derrotando Sanz e Carrió. A aliança Uma Nova Alternativa foi a terceira mais votada, com 4,5 milhões de votos (20,6%), e sua primária foi vencida por Massa, que derrotou o governador cordobense de la Sota por 69–31%. Também foram classificados para o primeiro turno Stolbizer e del Caño.
A vitória de del Caño contra Jorge Altamira representou uma renovação geracional no campo da esquerda. De modo geral, na avaliação de analistas, os resultados das primárias deixaram possível qualquer cenário, tanto que a eleição terminasse no primeiro turno quanto prosseguisse para o segundo. Tais conclusões deram-se graças a votação de Scioli, bastante próxima dos 40% exigidos. As inundações ocorridas no dia das primárias na província de Buenos Aires, o berço político de Scioli, podem ter afetado sua votação.

### Resultados
| Partido ou aliança          | Partido ou aliança                     | Pré-candidato a presidente | Pré-candidato a vice    | Votos ao candidato | %               | Votos totais | % (de votos válidos) |
| --------------------------- | -------------------------------------- | -------------------------- | ----------------------- | ------------------ | --------------- | ------------ | -------------------- |
|                             | Frente para a Vitória                  | Daniel Scioli              | Carlos Zannini          | 8 720 573          | 100             | 8 720 573    | 38,69                |
|                             | Mudemos                                | Mauricio Macri             | Gabriela Michetti       | 5 523 413          | 81,33           | 6 791 278    | 28,57                |
| Ernesto Sanz                | Mudemos                                | Lucas Llach                | 753 825                 | 11,10              |                 | 6 791 278    | 28,57                |
| Elisa Carrió                | Mudemos                                | Héctor Flores              | 514 040                 | 7,57               |                 | 6 791 278    | 28,57                |
|                             | Unidos por uma Nova Alternativa        | Sergio Massa               | Gustavo Sáenz           | 3 230 887          | 69,64           | 4 639 405    | 19,52                |
| José Manuel de la Sota      | Unidos por uma Nova Alternativa        | Claudia Rucci              | 1 408 518               | 30,36              |                 | 4 639 405    | 19,52                |
|                             | Progresistas                           | Margarita Stolbizer        | Miguel Ángel Olaviaga   | 781 472            | 100             | 781 472      | 3,29                 |
|                             | Frente de Esquerda e dos Trabalhadores | Nicolás del Caño           | Myriam Bregman          | 375 874            | 51,29           | 732 851      | 3,08                 |
| Jorge Altamira              | Frente de Esquerda e dos Trabalhadores | Juan Carlos Giordano       | 356 977                 | 48,71              |                 | 732 851      | 3,08                 |
|                             | Compromisso Federal                    | Adolfo Rodríguez Saá       | Liliana Negre de Alonso | 472 341            | 100             | 472 341      | 1,99                 |
|                             | Frente Popular                         | Víctor De Gennaro          | Evangelina Codoni       | 106 324            | 100             | 106 324      | 0,45                 |
|                             | Movimento ao Socialismo                | Manuela Castañeira         | Jorge Ayala             | 103 742            | 100             | 103 742      | 0,44                 |
|                             | MST - Nova Esquerda                    | Alejandro Bodart           | Vilma Ripoll            | 95 780             | 100             | 95 780       | 0,40                 |
|                             | Partido Popular                        | Mauricio Yattah            | María Moretta           | 67 798             | 100             | 67 798       | 0,29                 |
|                             | Movimiento de Acción Vecinal           | Raúl Albarracín            | Gastón Dib              | 39 512             | 100             | 39 512       | 0,17                 |
| Votos válidos               | Votos válidos                          | Votos válidos              | Votos válidos           | Votos válidos      | Votos válidos   | 22 551 076   | 93,88                |
| Votos em branco             | Votos em branco                        | Votos em branco            | Votos em branco         | Votos em branco    | Votos em branco | 1 216 634    | 5,06                 |
| Votos nulos                 | Votos nulos                            | Votos nulos                | Votos nulos             | Votos nulos        | Votos nulos     | 254 106      | 1,06                 |
| Participação                | Participação                           | Participação               | Participação            | Participação       | Participação    | 24 021 816   | 74,91                |
| Abstenções                  | Abstenções                             | Abstenções                 | Abstenções              | Abstenções         | Abstenções      | 8 045 825    | 25,09                |
| Eleitores aptos             | Eleitores aptos                        | Eleitores aptos            | Eleitores aptos         | Eleitores aptos    | Eleitores aptos | 32 067 641   | 100                  |
| Fonte: Governo da Argentina |                                        |                            |                         |                    |                 |              |                      |

## Primeiro turno

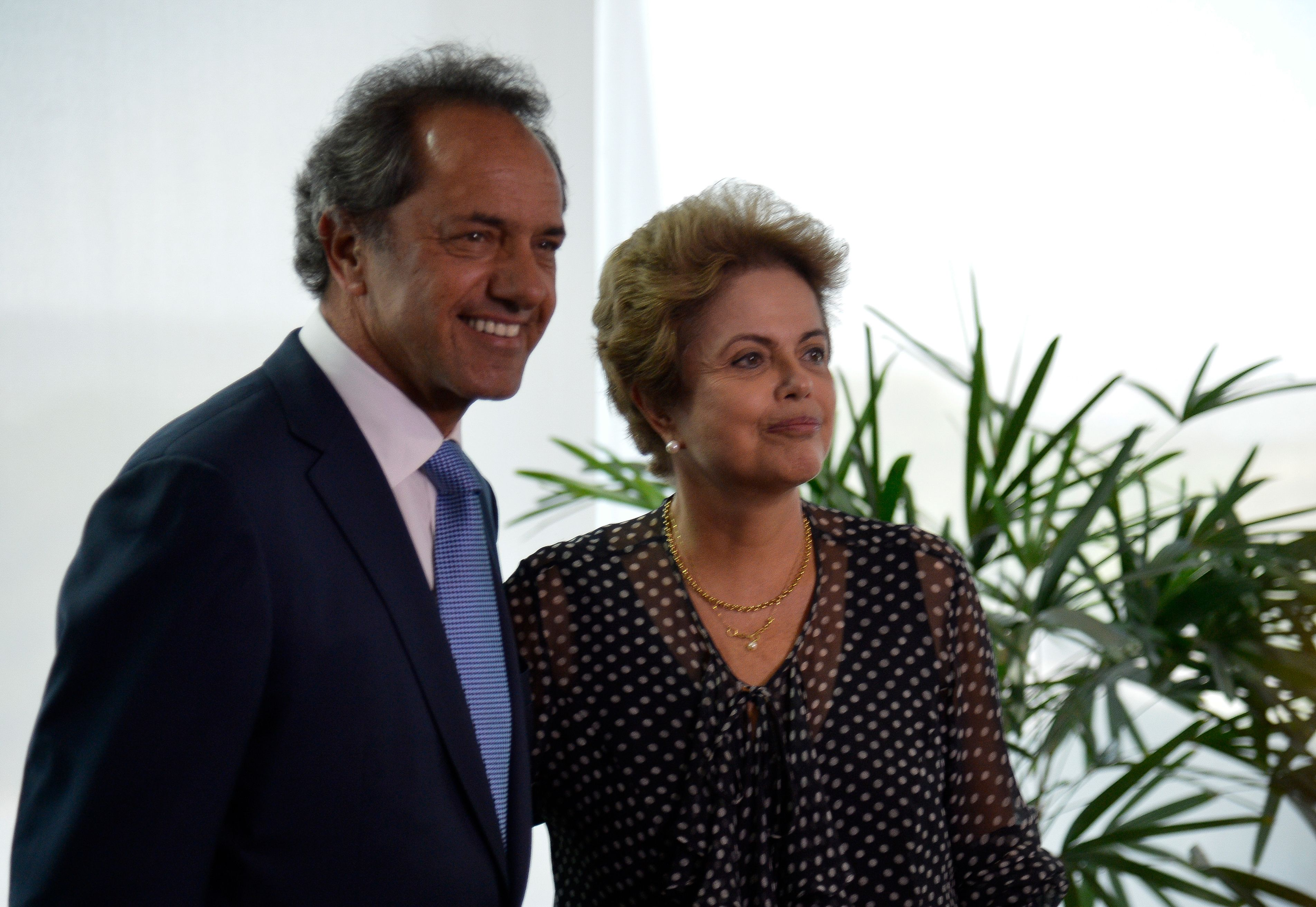
Daniel Scioli encontrando-se com a presidente brasileira Dilma Rousseff, em 13 de outubro de 2015

Em meados de agosto, inundações atingiram cerca de dez mil pessoas em várias cidades da província de Buenos Aires, o que se tornou um tema de campanha. Naquele momento, Scioli estava de viagem à Itália para fazer um tratamento médico  Ele acabou cancelando sua agenda no país europeu e retornou à Argentina. Massa classificou a viagem como "importuna" e Macri considerou as inundações um resultado do mau planejamento urbano do governo provincial de Scioli, e comparou-a com a falta de inundações durante a mesma tempestade na cidade de Buenos Aires, que tinha passado por obras de prevenção de inundações durante seu mandato.
Em 9 de setembro, o ex-presidente brasileiro Luiz Inácio Lula da Silva participou de um ato de campanha de Scioli, declarando seu apoio ao candidato governista. Um mês depois, Scioli visitou a presidente Dilma Rousseff no Palácio do Planalto. O governo Dilma, embora discretamente, torcia pela vitória de Scioli, assim como outros presidentes de países da América Latina, como Evo Morales (Bolívia), Tabaré Vázquez (Uruguai), Michelle Bachelet (Chile), Raúl Castro (Cuba) e Rafael Correa (Equador).
No início de outubro, foi realizado o primeiro debate presidencial desde 1983. A Faculdade de Direito da Universidade de Buenos Aires sediou o evento, que foi conduzido pela organização não governamental Argentina Debate. Um dos principais assuntos discutido foi a ausência de Scioli, que declarou que "os debates assumem muitas vezes um tom de agressão e isso não corresponde ao espírito do que as pessoas esperam." Também foram debatidos propostas nas áreas de economia, educação e segurança. Nos dias que antecederam a votação do primeiro turno, as pesquisas de opinião indicavam uma vantagem de Scioli, com possibilidade dele vencer na primeira votação. Cerca de 30% dos votos eram considerados voláteis na última semana de campanha (15% de indecisos e 15% que poderiam mudar de voto), o que poderia alterar os resultados finais.

### Pesquisas de opinião
Os institutos de pesquisas começaram a divulgar pesquisas com os potenciais candidatos – Scioli, Macri e Massa – no segundo semestre de 2013. De acordo com a legislação eleitoral vigente no país, as pesquisas de opinião deveriam ser registradas na Câmara Nacional Eleitoral (CNE).

Legenda:
  Venceria no primeiro turno  Iria para o segundo turno

| Instituto             | Período da pesquisa | Margem de erro | Daniel Scioli | Mauricio Macri | Sergio Massa | Nicolás Del Caño | Margarita Stolbizer | Adolfo Rodríguez | Branco Nulo | Indecisos |
| CEOP                  | 18/10/2015          | —              | 40,7%         | 28,2%          | 21,9%        | 3,8%             | 4,4%                | 1,1%             | —           | —         |
| CCESPT                | 17/10/2015          | —              | 39,1%         | 26,9%          | 20,2%        | 4,9%             | 3,6%                | 1,2%             | —           | —         |
| Giacobbe y asociados  | 17/10/2015          | —              | 40,3%         | 28,7%          | 20,1%        | 4,4%             | 4,7%                | 1,8%             | —           | 7,7%      |
| Raúl Aragón           | 10-17/10/2015       | ±1,6%          | 38,8%         | 27,9%          | 22,6%        | 3,5%             | 5,1%                | 2,1%             | —           | —         |
| Raúl Aragón           | 8-13/10/2015        | ±2%            | 38,3%         | 29,2%          | 21%          | 2,9%             | 4,8%                | 2%               | 0,4%        | 1,4%      |
| Consultora Dicen      | 7-10/10/2015        | —              | 40,9%         | 25,8%          | 23,3%        | 5,6%             | 2,9%                | 1,5%             | —           | —         |
| IPSOS                 | 7-10/10/2015        | ±2,81%         | 42%           | 28%            | 23%          | 2,6%             | 3,4%                | 0,9%             | —           | —         |
| Raúl Aragón           | 12/10/2015          | ±1,8%          | 39,9%         | 26,8%          | 23,9%        | 3,1%             | 4,8%                | 1,5%             | —           | —         |
| Rouvier & Asociados   | 7-10/10/2015        | ±2,81%         | 41,3%         | 30,5%          | 20,6%        | —                | —                   | —                | —           | —         |
| González y Valladares | 06/10/2015          | ±1,8%          | 35,4%         | 25,3%          | 26,3%        | 3,9%             | 7%                  | 2%               | —           | —         |
| Aurelio               | 05/10/2015          | —              | 41%           | 30%            | 20%          | —                | —                   | —                | —           | —         |
| Rouvier               | 01/10/2015          | —              | 41,3%         | 30,5%          | 20,6%        | —                | —                   | —                | —           | —         |
| Management & Fit      | 04/10/2015          | —              | 38,6%         | 27,9%          | 21,5%        | 2,2%             | 6%                  | 2,2%             | —           | —         |
| Elypsis               | 24/08-20/09/2015    | —              | 39,7%         | 31,1%          | 18,2%        | —                | 4,9%                | —                | —           | —         |
| Raúl Aragón           | 14-19/09/2015       | ±1,8%          | 39,8%         | 27,5%          | 23,1%        | 3,1%             | 4,6%                | 1,9%             | —           | —         |
| CEOP                  | Setembro/2015       | —              | 41,6%         | 29,2%          | 20,2%        | 2,7%             | 4,3%                | 2%               | —           | —         |
| Rouvier               | Setembro/2015       | —              | 41,2%         | 31,1%          | 19,9%        | —                | —                   | —                | —           | —         |
| IPSOS                 | 20/09/2015          | —              | 42,6%         | 28,1%          | 19%          | —                | —                   | —                | —           | —         |
| Poliarquía            | 20/09/2015          | —              | 40,8%         | 29,5%          | 20,1%        | —                | —                   | —                | —           | —         |
| Aresco                | 08-09/09/2015       | —              | 40,6%         | 29,4%          | 18,1%        | 3,6%             | 5,4%                | 2,8%             | —           | —         |

### Resultados

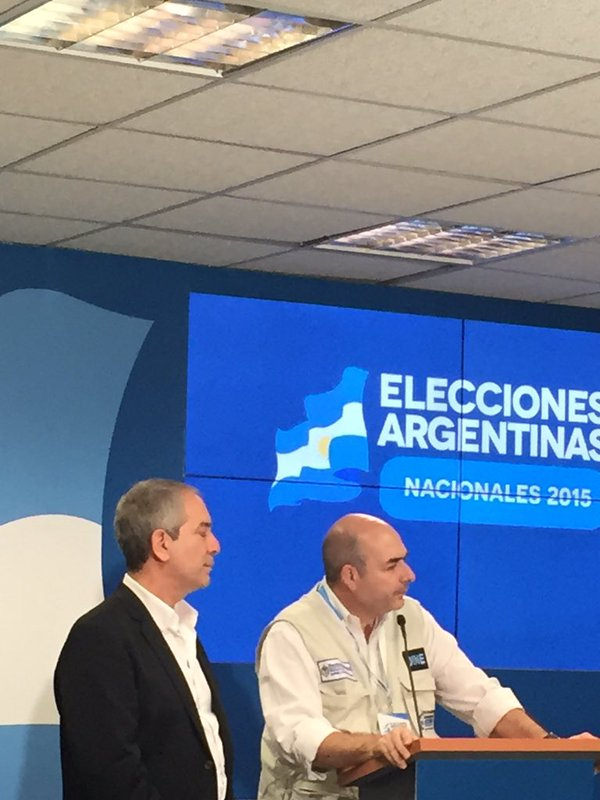
Autoridades eleitorais argentinas divulgam os primeiros resultados do primeiro turno das eleições de 2015

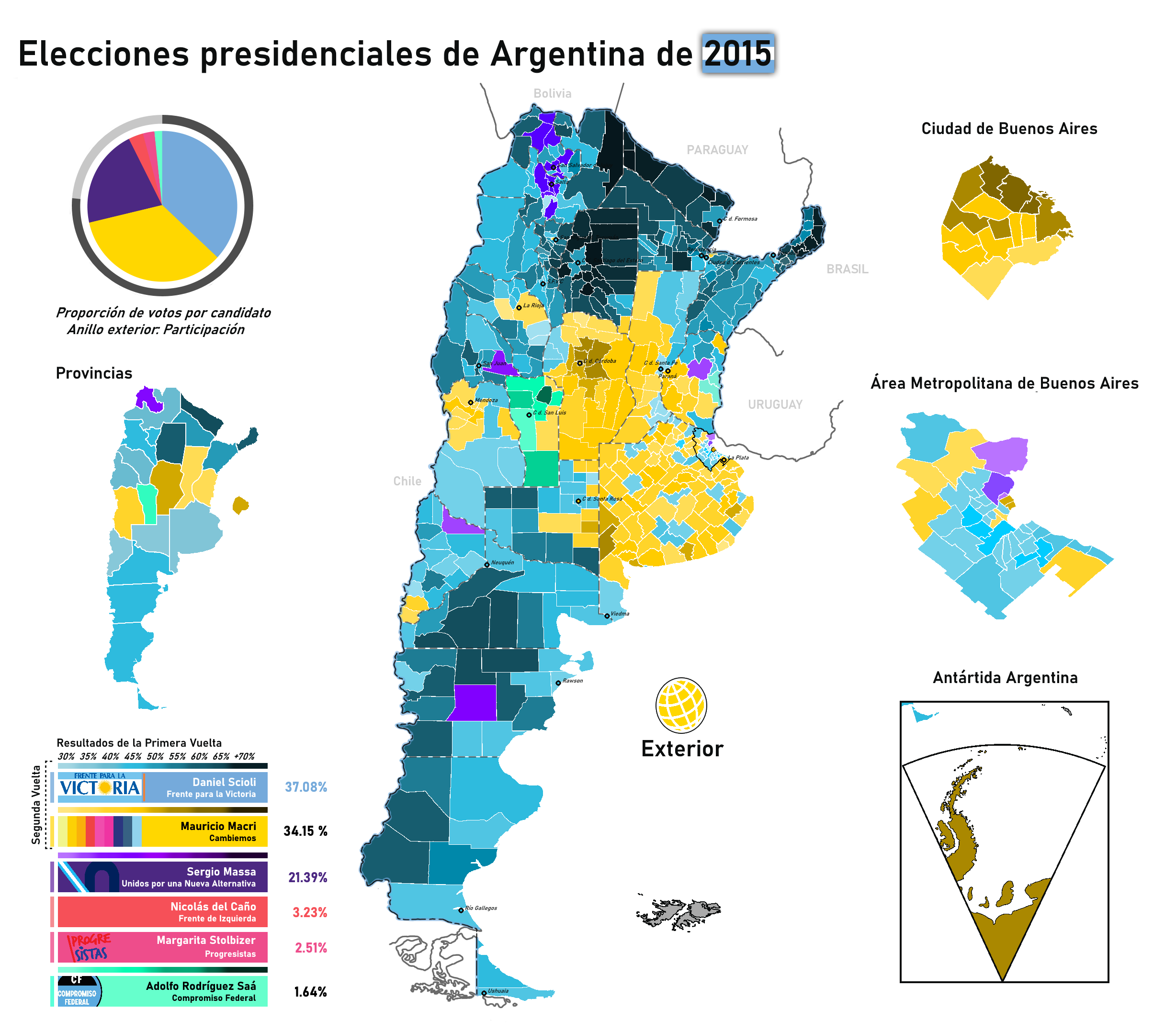
Resultados do primeiro turno por departamentos

Em 25 de outubro, a votação transcorreu com regularidade, mas a apuração foi bastante demorada. Com a totalidade dos votos apurados, Scioli recebeu 37% e Macri 34,1%. Massa permaneceu na terceira colocação, mas bastante atrás dos dois mais votados. Nicolás del Caño superou Margarita Stolbizer, que havia ficado em quarto nas primárias, e Rodríguez permaneceu na sexta colocação. Em relação aos desempenhos dos candidatos nas províncias, Scioli venceu na província de Buenos Aires, mas sua votação caiu em comparação com as primárias, enquanto que a de Macri, ajudado pelo desempenho de sua aliada María Eugenia Vidal, eleita governadora, subiu.  Os candidatos oposicionistas obtiveram os melhores resultados em províncias mais desenvolvidas e menos dependentes do governo federal. Scioli venceu em 17 das 23 províncias, recebendo forte votação em províncias localizadas nos extremos do país.
| Candidato a presidente      | Candidato a presidente | Candidato a vicepresidente | Aliança                                | Votos      | %     |
| --------------------------- | ---------------------- | -------------------------- | -------------------------------------- | ---------- | ----- |
|                             | Daniel Scioli          | Carlos Zannini             | Frente para a Vitória                  | 9 338 490  | 37,08 |
|                             | Mauricio Macri         | Gabriela Michetti          | Mudemos                                | 8 601 131  | 34,15 |
|                             | Sergio Massa           | Gustavo Sáenz              | Unidos por uma Nova Alternativa        | 5 386 977  | 21,39 |
|                             | Nicolás del Caño       | Myriam Bregman             | Frente de Esquerda e dos Trabalhadores | 812 530    | 3,23  |
|                             | Margarita Stolbizer    | Miguel Ángel Olaviaga      | Progresistas                           | 632 551    | 2,51  |
|                             | Adolfo Rodríguez Saá   | Liliana Negre de Alonso    | Compromisso Federal                    | 412 578    | 1,64  |
| Votos válidos               | Votos válidos          | Votos válidos              | Votos válidos                          | 25 184 257 | 96,68 |
| Votos em branco             | Votos em branco        | Votos em branco            | Votos em branco                        | 664 740    | 2,55  |
| Votos nulos                 | Votos nulos            | Votos nulos                | Votos nulos                            | 199 449    | 0,77  |
| Participação                | Participação           | Participação               | Participação                           | 26 048 446 | 81,07 |
| Abstenções                  | Abstenções             | Abstenções                 | Abstenções                             | 6 082 407  | 18,93 |
| Eleitores aptos             | Eleitores aptos        | Eleitores aptos            | Eleitores aptos                        | 32 130 853 | 100   |
| Fonte: Governo da Argentina |                        |                            |                                        |            |       |

#### Resultados por províncias
Os resultados a seguir foram divulgados pelo Governo da Argentina.
|                     | Scioli    | Scioli | Macri     | Macri  | Massa     | Massa  | Del Caño | Del Caño | Stolbizer | Stolbizer | Saá     | Saá    | Total      |
| Província           | Votos     | %      | Votos     | %      | Votos     | %      | Votos    | %        | Votos     | %         | Votos   | %      | Votos      |
| ------------------- | --------- | ------ | --------- | ------ | --------- | ------ | -------- | -------- | --------- | --------- | ------- | ------ | ---------- |
| Buenos Aires        | 3 563 089 | 37,28% | 3 134 779 | 32,80% | 2 143 827 | 22,43% | 351 786  | 3,68%    | 272 801   | 2,85%     | 90 448  | 0,95%  | 9 556 730  |
| Capital Federal     | 476 632   | 24,09% | 1 001 379 | 50,61% | 302 065   | 15,27% | 84 238   | 4,26%    | 100 462   | 5,08%     | 13 856  | 0,70%  | 1 978 632  |
| Catamarca           | 98 831    | 44,84% | 78 958    | 35,82% | 35 046    | 15,90% | 3 447    | 1,56%    | 2 419     | 1,10%     | 1 718   | 0,78%  | 220 419    |
| Chaco               | 352 304   | 53,69% | 185 563   | 28,28% | 97 469    | 14,85% | 9 315    | 1,42%    | 6 990     | 1,07%     | 4 509   | 0,69%  | 656 150    |
| Chubut              | 121 314   | 41,67% | 62 142    | 21,34% | 86 026    | 29,55% | 10 439   | 3,59%    | 8 466     | 2,91%     | 2 749   | 0,94%  | 291 136    |
| Córdoba             | 418 221   | 19,26% | 1 155 333 | 53,22% | 443 204   | 20,41% | 69 051   | 3,18%    | 38 998    | 1,80%     | 46 235  | 2,13%  | 2 171 042  |
| Corrientes          | 313 292   | 50,26% | 198 241   | 31,81% | 95 106    | 15,26% | 6 824    | 1,09%    | 6 487     | 1,04%     | 3 342   | 0,54%  | 623 292    |
| Entre Ríos          | 313 022   | 37,64% | 314 057   | 37,76% | 164 799   | 19,81% | 14 420   | 1,73%    | 17 501    | 2,10%     | 7 925   | 0,95%  | 831 724    |
| Formosa             | 217 026   | 66,98% | 48 742    | 15,04% | 53 817    | 16,61% | 2 615    | 0,81%    | 1 116     | 0,34%     | 696     | 0,21%  | 324 012    |
| Jujuy               | 152 345   | 37,58% | 69 882    | 17,24% | 168 571   | 41,59% | 9 564    | 2,36%    | 3 144     | 0,78%     | 1 846   | 0,46%  | 405 352    |
| La Pampa            | 79 963    | 37,94% | 70 783    | 33,59% | 45 465    | 21,57% | 5 332    | 2,53%    | 5 509     | 2,61%     | 3 704   | 1,76%  | 210 756    |
| La Rioja            | 73 527    | 36,32% | 64 106    | 31,67% | 52 492    | 25,93% | 3 403    | 1,68%    | 2 199     | 1,09%     | 6 706   | 3,31%  | 202 433    |
| Mendoza             | 341 163   | 31,36% | 443 913   | 40,81% | 156 503   | 14,39% | 82 734   | 7,61%    | 15 698    | 1,44%     | 47 874  | 4,40%  | 1 087 885  |
| Misiones            | 403 671   | 61,11% | 149 940   | 22,70% | 90 464    | 13,70% | 5 809    | 0,88%    | 8 244     | 1,25%     | 2 392   | 0,36%  | 660 520    |
| Neuquén             | 132 691   | 35,74% | 103 860   | 27,97% | 98 061    | 26,41% | 20 055   | 5,40%    | 9 883     | 2,66%     | 6 745   | 1,82%  | 371 295    |
| Río Negro           | 179 872   | 45,20% | 89 103    | 22,39% | 96 769    | 24,32% | 15 506   | 3,90%    | 11 119    | 2,79%     | 5 604   | 1,41%  | 397 973    |
| Salta               | 292 699   | 40,98% | 146 875   | 20,56% | 242 704   | 33,98% | 19 036   | 2,66%    | 7 506     | 1,05%     | 5 498   | 0,77%  | 714 318    |
| San Juan            | 192 377   | 45,96% | 86 920    | 20,76% | 111 444   | 26,62% | 6 127    | 1,46%    | 7 264     | 1,74%     | 14 470  | 3,46%  | 418 602    |
| San Luis            | 43 442    | 15,58% | 86 225    | 30,93% | 37 810    | 13,56% | 4 947    | 1,77%    | 3 702     | 1,33%     | 102 684 | 36,83% | 278 810    |
| Santa Cruz          | 82 595    | 47,06% | 44 880    | 25,57% | 39 626    | 22,58% | 5 533    | 3,15%    | 2 064     | 1,18%     | 794     | 0,45%  | 175 492    |
| Santa Fe            | 640 924   | 31,77% | 712 100   | 35,29% | 500 897   | 24,83% | 53 801   | 2,67%    | 79 721    | 3,95%     | 30 168  | 1,50%  | 2 017 611  |
| Santiago del Estero | 351 388   | 63,13% | 81 825    | 14,70% | 107 427   | 19,30% | 8 099    | 1,46%    | 5 268     | 0,95%     | 2 595   | 0,47%  | 556 602    |
| Tierra Del Fuego    | 42 049    | 45,52% | 20 226    | 21,90% | 21 601    | 23,39% | 4 055    | 4,39%    | 2 978     | 3,22%     | 1 458   | 1,58%  | 92 367     |
| Tucumán             | 456 053   | 48,46% | 251 299   | 26,70% | 195 784   | 20,80% | 16 394   | 1,74%    | 13 012    | 1,38%     | 8 562   | 0,91%  | 941 104    |
| Resultado           | 9 338 490 | 37,08% | 8 601 131 | 34,15% | 5 386 977 | 21,39% | 812 530  | 3,23%    | 632 551   | 2,51%     | 412 578 | 1,64%  | 25 184 257 |

### Reações
Os resultados, considerados por analistas e pela imprensa como uma derrota para o peronismo e o kirchnerismo, fizeram com que a Argentina realizasse seu primeiro segundo turno da história. A votação de Macri, que em pesquisas recentes aparecia com até mais de 10% de desvantagem, foi vista como "surpreendente"  Entre as explicações dadas para o desempenho de Scioli, foram citadas falhas ou deficiências, como fracassos de sua gestão no governo de Buenos Aires e sua "capacidade" de absorver o desprezo público sofrido pela presidente.
Nas eleições legislativas, o Partido Justicialista perdeu o controle da Câmara dos Deputados, mas, com 117 de 254 deputados, elegeu a maior bancada. A União Cívica Radical (UCR) e a Coalizão Cívica (ARI) conseguiram juntas 51 deputados, e a Proposta Republicana (PRO) alcançou a terceira maior bancada (41 deputados), totalizando 91 deputados para a coligação Mudemos. No Senado, o Partido Justicialista e seus aliados elegeram uma ampla maioria de 42 senadores, em um total de 72.

## Segundo turno

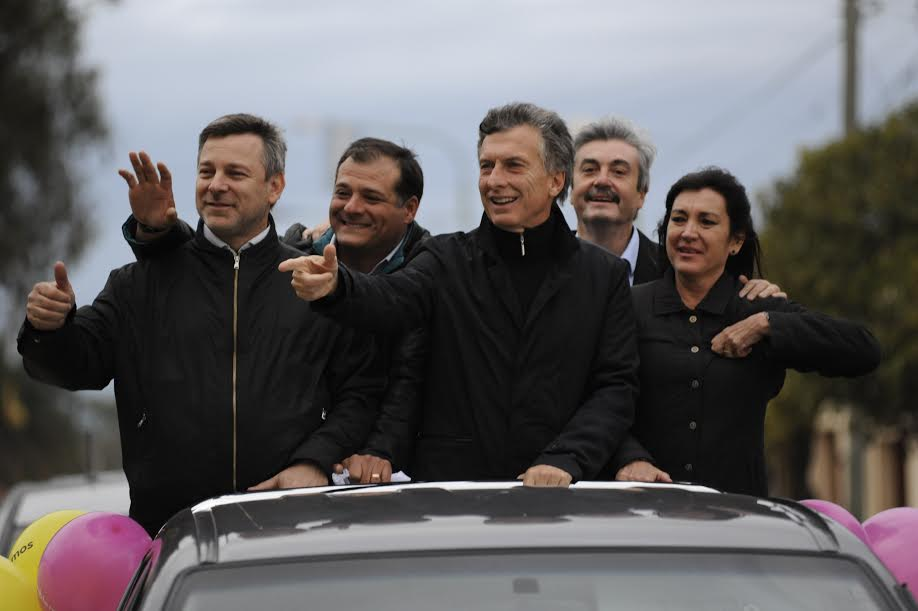
Macri durante a campanha eleitoral de 2015

A campanha eleitoral ganhou um tom mais agressivo durante o segundo turno. Scioli assinalou que a vitória de Macri representaria um "perigo", pois levaria o país para a "era das privatizações dos anos 1990" e que ele geraria uma ingovernabilidade. Cristina Kirchner reforçou a estratégia e comparou Macri ao ex-presidente Fernando de la Rúa. Ainda, Scioli também afirmou que Macri era o candidato do mercado financeiro, que ele promoveria um ajuste fiscal prejudicial ao país e sugeriu que descontinuaria alguns programas do kirchneirismo, como os programas sociais. Militantes da coligação, como o Lá Cámpora, a ala jovem do kirchnerismo, fizeram pichações contra Macri e distribuíram panfletos afirmando que o opositor pioraria áreas como a saúde, educação e o emprego. A campanha de Scioli foi comparada com a de Dilma Rousseff em 2014, e houve rumores de que João Santana poderia ter sido contratado pela campanha de Scioli, o que foi negado pelo candidato e por Santana.
Macri permaneceu durante o segundo turno com um discurso menos agressivo do que o de Scioli. Sua campanha ressaltou a mudança, a alegria e o crescimento econômico que, segundo eles, a vitória e um eventual governo da oposição representaria. Assim como no primeiro turno, continuou apresentando-se como a "verdadeira mudança" e defendeu a união, a manutenção de benefícios sociais, a pobreza zero e a execução de um "histórico" plano de infraestrutura. De centro-direita, para ampliar sua base eleitoral, Macri manteve um discurso mais centrista, defendendo a permanência da empresa petrolífera como domínio estatal e a igualdade de gênero e os direitos humanos.
No decorrer do segundo turno, os candidatos derrotados nas fases iniciais declararam suas posições. Massa descartou declarar apoio a Scioli e pediu uma "mudança"; embora não declarou formalmente, sua posição foi vista como um apoio implícito a Macri. O governador José De La Sota e o Partido Justicialista cordobense liberaram seus eleitores a votarem em quem quisessem. Del Caño declarou que votaria em branco e fez campanha para que seus eleitores fizessem o mesmo. Stolbizer e o Partido Socialista também não formalizaram apoio a nenhum candidato.
Em 26 de outubro, Scioli convidou Macri a debater, mas não esclareceu o que motivou sua mudança de opinião em relação aos debates. Macri aceitou o convite e o evento foi realizado em 16 de novembro, sendo o único debate do segundo turno, que também foi organizado pela ONG Argentina Debate. No encontro, ambos os candidatos atacaram-se com o propósito de ganhar o apoio de cerca de 11% dos eleitores que estavam indecisos e 16% que poderiam mudar de voto. O debate obteve 53 pontos de audiência na televisão, sendo ultrapassado apenas pela final da Copa do Mundo de 2014 entre a Alemanha e a Argentina, que recebeu dois pontos a mais.

### Pesquisas de opinião
Macri liderou a maioria das pesquisas realizadas no segundo turno, bem como as de boca de urna. Poucos dias depois do primeiro turno, o instituto González & Valladares divulgou uma pesquisa questionando em quem votariam os eleitores dos candidatos derrotados. De acordo com essa pesquisa, 45% dos eleitores de Massa pretendiam votar em Macri e 22,3% preferiam Scioli. Em relação aos eleitores de Del Caño, 54,5% afirmaram que votariam em branco, 15,2% votariam em Scioli e 5,2% em Macri. A maioria dos eleitores de Stolbizer (39,2%) declararam apoio a Macri, enquanto que 9,4% votariam em Scioli. Com 36,1% das preferências, Macri também liderava entre os eleitores de Saá, e 31,6% preferiam Scioli.
| Instituto             | Período da pesquisa | Margem de erro | Daniel Scioli | Mauricio Macri | Branco Nulo | Indecisos |
| González y Valladares | 19/11/2015          | —              | 43,6%         | 56,1%          | —           | —         |
| Elypsis               | 18/11/2015          | —              | 45,6%         | 54,4%          | —           | —         |
| Quorus                | 18/11/2015          | ±3,5%          | 45,98%        | 47,05%         | 7%          | —         |
| Univ. de San Martín   | 14/11/2015          | —              | 45,55%        | 42,55%         | 4,6%        | 7,41%     |
| Giacobbe & Asociados  | 31/10-13/11/2015    | ±2,58%         | 42,1%         | 49%            | —           | —         |
| González y Valladares | 12-13/11/2015       | ±2,89%         | 41,1%         | 51,2%          | 3,2%        | 4,5%      |
| Management & Fit      | 09-12/11/2015       | —              | 43,7%         | 52%            | 4,3%        | —         |
| FUNDITRA              | 12/11/2015          | —              | 43,56%        | 41,79%         | 4,96%       | 9,69%     |
| Poliarquía            | 09-10/11/2015       | ±3,5%          | 40,2%         | 48,7%          | 4,7%        | 6,9%      |
| Univ. de San Martín   | 27/10-08/11/2015    | —              | 47,04%        | 40,24%         | —           | —         |
| Ipsos                 | 05-06/11/2015       | —              | 40,3%         | 51,6%          | 3,8%        | 4,3%      |
| Hugo Haime            | 07/11/2015          | —              | 40,4%         | 44,2%          | 4,3%        | 11,1%     |
| González y Valladares | 06/11/2015          | —              | 43,9%         | 56,1%          | —           | —         |
| Management & Fit      | 01-05/11/2015       | —              | 43,6%         | 51,8%          | 4,5%        | —         |
| Hugo Haime            | 01/11/2015          | —              | 39,4%         | 46,7%          | 3,8%        | 10,1%     |
| Ipsos                 | 31/10-01/10/2015    | —              | 39,9%         | 51,2%          | 2,5%        | 5,4%      |
| Polldata              | 28-30/10/2015       | —              | 39,7%         | 50,3%          | 5,7%        | 4,3%      |
| Elypsis               | 28/10/2015          | —              | 37,2%         | 47,8%          | 5,5%        | 9,5%      |
| Gonzalez y Valladares | 27/10/2015          | —              | 41,5%         | 45,6%          | 4,1%        | 8,8%      |

### Resultados
Em 22 de novembro, Macri foi eleito presidente da Argentina. Os padrões de votação foram semelhantes ao primeiro turno, com Macri vencendo na região central do país, onde localizavam-se as províncias mais ricas (Córdoba, Cidade de Buenos Aires, Mendoza, San Luís, Santa Fé, Entre Ríos e La Pampa), e Scioli recebendo mais votos em províncias localizadas nos extremos, mais pobres e dependentes do governo federal. Na Província de Buenos Aires, que representou 37,7% dos votos válidos totais registrados a nível nacional, Scioli derrotou Macri por 51,15-48,85%.
| Candidato a presidente      | Candidato a presidente | Candidato a vice-presidente | Aliança               | Votos      | %     |
| --------------------------- | ---------------------- | --------------------------- | --------------------- | ---------- | ----- |
|                             | Mauricio Macri         | Gabriela Michetti           | Mudemos               | 12 988 349 | 51,34 |
|                             | Daniel Scioli          | Carlos Zannini              | Frente para a Vitória | 12 309 575 | 48,66 |
| Votos válidos               | Votos válidos          | Votos válidos               | Votos válidos         | 25 297 924 | 97,54 |
| Votos em branco             | Votos em branco        | Votos em branco             | Votos em branco       | 306 471    | 1,18  |
| Votos nulos                 | Votos nulos            | Votos nulos                 | Votos nulos           | 330 848    | 1,28  |
| Participação                | Participação           | Participação                | Participação          | 25 935 243 | 80,77 |
| Abstenções                  | Abstenções             | Abstenções                  | Abstenções            | 6 173 266  | 19,23 |
| Eleitores aptos             | Eleitores aptos        | Eleitores aptos             | Eleitores aptos       | 32 108 509 | 100   |
| Fonte: Governo da Argentina |                        |                             |                       |            |       |

#### Resultados por províncias
Os resultados a seguir foram divulgados pelo Governo da Argentina.
|                     | Macri      | Macri  | Scioli     | Scioli | Diferença | Diferença | Diferença                | Total      | Total |
| Provincia           | Votos      | %      | Votos      | %      | Votos     | %         | % sobre o total nacional | Votos      | %     |
| ------------------- | ---------- | ------ | ---------- | ------ | --------- | --------- | ------------------------ | ---------- | ----- |
| Buenos Aires        | 4 662 935  | 48,85% | 4 882 082  | 51,15% | -219 147  | -2,30%    | -0,9%                    | 9 545 017  | 37,7% |
| Capital Federal     | 1 258 151  | 64,80% | 683 545    | 35,20% | 574 606   | 29,60%    | 2,3%                     | 1 941 696  | 7,7%  |
| Catamarca           | 102 440    | 46,86% | 116 158    | 53,14% | -13 718   | -6,28%    | -0,1%                    | 218 598    | 0,9%  |
| Chaco               | 278 001    | 40,81% | 403 280    | 59,19% | -125 279  | -18,38%   | -0,5%                    | 681 281    | 2,7%  |
| Chubut              | 130 163    | 41,15% | 186 155    | 58,85% | -55 992   | -17,70%   | -0,2%                    | 316 318    | 1,2%  |
| Córdoba             | 1 546 831  | 71,52% | 616 002    | 28,48% | 930 829   | 43,04%    | 3,7%                     | 2 162 833  | 8,5%  |
| Corrientes          | 286 345    | 44,64% | 355 119    | 55,36% | -68 774   | -10,72%   | -0,3%                    | 641 464    | 2,5%  |
| Entre Ríos          | 453 149    | 53,86% | 388 219    | 46,14% | 64 930    | 7,72%     | 0,3%                     | 841 368    | 3,3%  |
| Formosa             | 116 725    | 36,08% | 206 762    | 63,92% | -90 037   | -27,84%   | -0,4%                    | 323 487    | 1,3%  |
| Jujuy               | 214 429    | 52,89% | 190 959    | 47,11% | 23 470    | 5,78%     | 0,1%                     | 405 388    | 1,6%  |
| La Pampa            | 108 543    | 51,03% | 104 169    | 48,97% | 4 374     | 2,06%     | 0,0%                     | 212 712    | 0,8%  |
| La Rioja            | 114 963    | 56,50% | 88 502     | 43,50% | 16 461    | 13,00%    | 0,1%                     | 203 465    | 0,8%  |
| Mendoza             | 625 983    | 57,53% | 462 186    | 42,47% | 163 797   | 15,06%    | 0,6%                     | 1 088 169  | 4,3%  |
| Misiones            | 280 762    | 41,93% | 388 910    | 58,07% | -108 148  | -16,14%   | -0,4%                    | 669 672    | 2,6%  |
| Neuquén             | 177 935    | 47,15% | 199 425    | 52,85% | -21 490   | -5,70%    | -0,1%                    | 377 360    | 1,5%  |
| Río Negro           | 148 087    | 37,14% | 250 621    | 62,86% | -102 534  | -25,72%   | -0,4%                    | 398 708    | 1,6%  |
| Salta               | 323 818    | 44,77% | 399 518    | 55,23% | -75 700   | -10,46%   | -0,3%                    | 723 336    | 2,9%  |
| San Juan            | 175 377    | 40,20% | 260 937    | 59,80% | -85 560   | -19,60%   | -0,3%                    | 463 314    | 1,8%  |
| San Luis            | 178 156    | 64,13% | 99 667     | 35,87% | 78 489    | 28,26%    | 0,3%                     | 277 823    | 1,1%  |
| Santa Cruz          | 72 876     | 41,67% | 102 003    | 58,33% | -29 127   | -16,66%   | -0,1%                    | 174 879    | 0,7%  |
| Santa Fe            | 1 141 121  | 55,72% | 906 826    | 44,28% | 234 295   | 11,44%    | 0,9%                     | 2 047 947  | 8,1%  |
| Santiago del Estero | 154 955    | 27,91% | 400 331    | 72,09% | -245 376  | -44,18%   | -1,0%                    | 555 286    | 2,2%  |
| Tierra Del Fuego    | 38 407     | 41,34% | 54 503     | 58,66% | -16 096   | -17,32%   | -0,1%                    | 92 910     | 0,4%  |
| Tucumán             | 398 197    | 41,40% | 563 696    | 58,60% | -165 499  | -17,20%   | -0,7%                    | 961 893    | 3,8%  |
| Resultado           | 12 988 349 | 51,34% | 12 309 575 | 48,66% | 678 774   | 2,68%     | 2,6%                     | 25 297 924 | 100%  |

### Reações

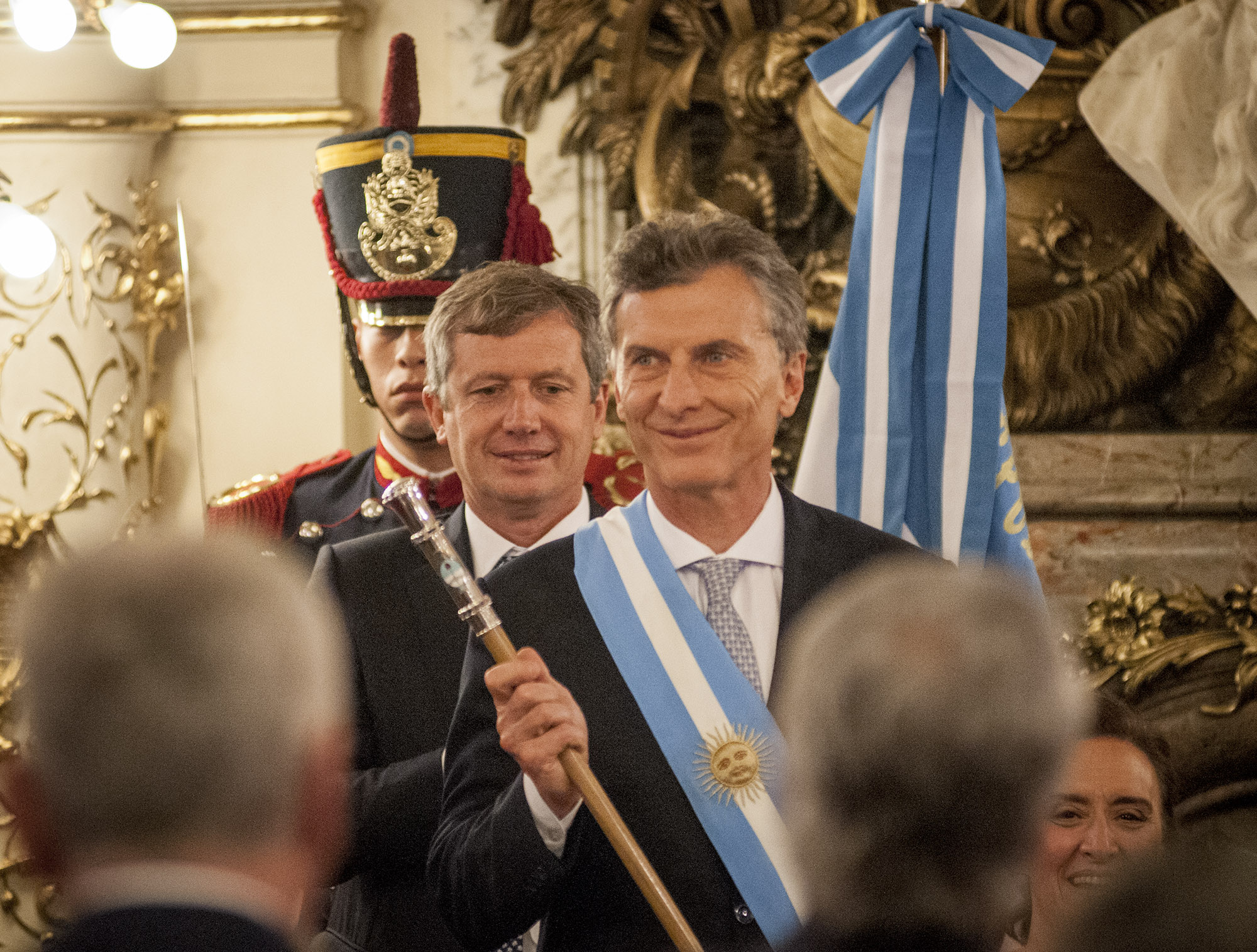
Macri foi empossado presidente em 10 de dezembro de 2015

Considerado favorito, Macri confirmou os prognósticos dos institutos de pesquisas, que previam sua vitória, mas por margem maior. A estratégia mais agressiva de Scioli ajudou-o a diminuir a vantagem de Macri, sendo derrotado por apenas 680 mil votos (2,68%). Ainda assim, a eleição de Macri converteu-o no primeiro presidente desde o retorno da democracia, no início da década de 1980, a não integrar nem o PJ nem a UCR, bem como a primeira vez que um líder da direita liberal chegou ao poder por meio de eleições livres.
Macri foi felicitado por diversos dignatários estrangeiros, incluindo líderes da Alemanha, Brasil, Chile, Colômbia, Espanha, Estados Unidos, Equador, França, Israel, Itália, México, Peru, Reino Unido, e Rússia. A oposição venezuelana saudou sua vitória como um golpe para os "esquerdistas" na América Latina, enquanto que Diosdado Cabello chamou Macri de "fascista", e pediu-lhe para ficar longe dos assuntos internos de seu país, criticando a proposta do presidente eleito de remover a Venezuela do Mercosul por conta do tratamento dado para Leopoldo López e outros presos políticos.
Nas quatro semanas que antecederam o segundo turno, o Merval teve um recorde de aumento de 28%, em grande parte atribuída a potencial vitória de Macri, embora este índice caiu 3% no dia seguinte a eleição. A JPMorgan reduziu o índice de risco da Argentina em 16% no dia seguinte à eleição, para níveis não vistos desde 2011. De forma similar, a Moody's alterou as perspectivas do país de "estáveis" para "positivas" após a eleição.